# Stoyanka Gruycheva-Kurbatova
Stoyanka Gruycheva-Kurbatova (en bulgare Стоянка Груйчева-Курбатова), née le 18 mars 1955 à Plovdiv, est une rameuse d'aviron bulgare. 

## Carrière
Aux Jeux olympiques de 1976 à Montréal, Stoyanka Gruycheva-Kurbatova est sacrée championne olympique de deux sans barreur avec Siyka Kelbecheva-Barbulova. Le duo est médaillé de bronze en 1980 à Moscou.